# Grenze zwischen Ruanda und Uganda

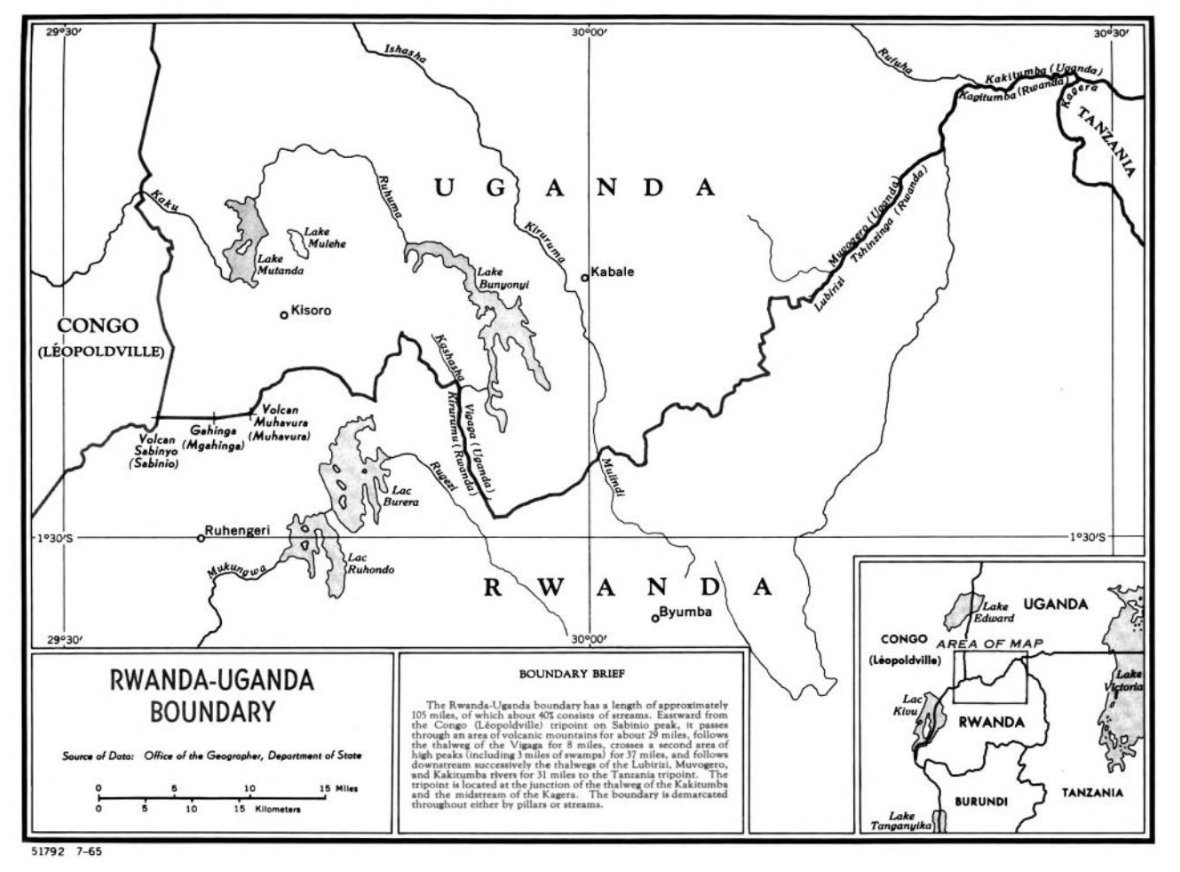
Karte des Grenzverlaufs

Die Grenze zwischen Ruanda und Uganda trennt als internationale Landgrenze diese beiden Staaten. Die Länge der Grenze wird mit 169 oder 172 km angegeben. Die Grenze verläuft vom Dreiländereck mit der Demokratischen Republik Kongo (Kongo-Kinshasa, zuvor Kongo-Léopoldville) zum Dreiländereck mit Ruanda.

## Geschichte
In Uganda wurde 1894 das Königreich Buganda zu einem Protektorat des Vereinigten Königreichs. Im Folgejahr wurde Britisch-Ostafrika errichtet, das auch Kenia umfasste. Das britische Herrschaftsgebiet im heutigen Uganda wurde in der Folge auf das ganze Land ausgeweitet, jedoch blieb das Königreich Buganda als Protektoratsstaat erhalten. Am 8. Oktober 1962 wurde Uganda unabhängig. Von 1971 bis 1979 stand es unter dem brutalen Regime von Idi Amin, der nach einem Krieg mit Tansania gestürzt und durch seinen Vorgänger Milton Obote abgelöst wurde, bis dieser 1986 gestürzt wurde.
1886 stimmten das Vereinigte Königreich und das Deutsche Kaiserreich ihre Interessengebiete in Ostafrika ab. 1890 wurde der Vertrag zwischen dem Deutschen Reich und dem Vereinigten Königreich über die Kolonien und Helgoland (sogen. Helgoland-Sansibar-Vertrag) geschlossen, in dessen Artikel 1 das deutsche Einflussgebiet durch den 1. südlichen Breitengrad begrenzt und damit Uganda und Kenia dem Vereinigten Königreich zugeordnet wurden.
Auf einer anglo-belgisch-deutschen Konferenz in Brüssel im Jahr 1910 wurde der Sabinyo-Vulkan als Dreiländereck mit dem Kongo festgelegt. Die deutsch-britische Vereinbarung vom 14. Mai 1910 bestimmte die Grenzen Ugandas zum heutigen Ruanda und zum heutigen Tansania näher. Die endgültige Abmarkung zwischen dem Sabinyo-Vulkan und der Quelle des Lubirizi erfolgte durch ein in Kamwezi unterzeichnetes deutsch-britisches Protokoll vom 30. Oktober 1911.
Als Ergebnis des Ersten Weltkriegs kam der größte Teil Deutsch-Ostafrikas als Mandatsgebiet des Völkerbunds im Vertrag von Versailles unter die Verwaltung des Vereinigten Königreichs, während die Gebiete von Ruanda und Urundi (Burundi) unter die Treuhandverwaltung Belgiens gestellt wurden. Das Völkerbundsmandat setzte sich nach 1945 bis zur Unabhängigkeit Ruandas und Burundis im Jahr 1962 als UN-Mandat fort.

## Grenzverlauf

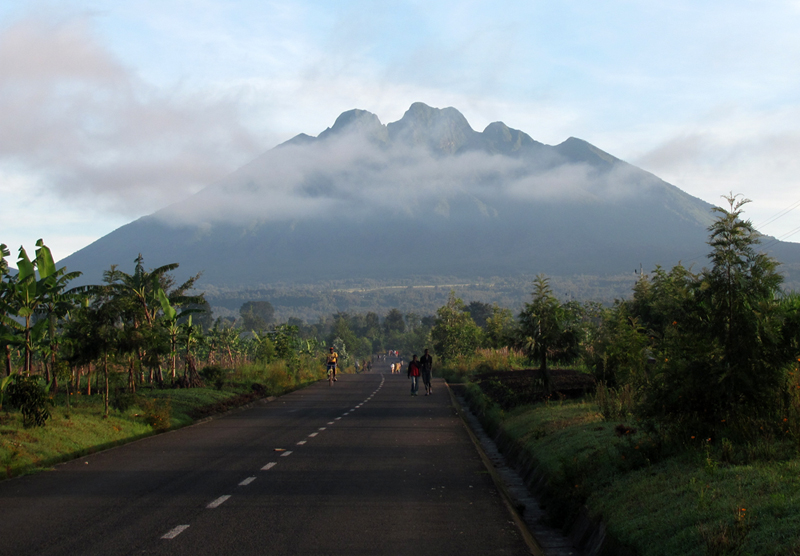
Der Sabinyo-Vulkan markiert das Dreiländereck mit der DR Kongo, Sicht aus Ruanda

Die Grenze führt vom Dreiländereck mit der Demokratischen Republik Kongo auf dem Gipfel des Sabinyo-Bergs (1°23′12,34″ S, 29°35′29,69″ O) durch eine Berglandschaft über den Vulkan Muhabura (4127 m) zum Vigaga-Fluss und folgt dessen Talweg nach Südosten. Sie verläuft weiter durch ein Berggebiet nach Ostnordosten und kreuzt den Oberlauf des Kiruruma-Flusses. Weiter führt sie in generell nordöstlicher Richtung zum Fluss Lubirizi und folgt diesem bis zum auch als Muvumba bekannten Kagitumba. Bei dessen Zusammenfluss mit dem Kagera erreicht sie das Dreiländereck mit Tansania (1° 3′ 27″ S, 30° 28′ 23,16″ O).